# Pitbull (rapper)
Armando Christian Pérez, noto anche con lo pseudonimo di Pitbull A.K.A Mr.WorldWide (Miami, 15 gennaio 1981), è un rapper, cantante e attore statunitense di origine cubana.
Il suo debutto avviene in un brano dell'album Kings of Crunk di Lil Jon del 2002. Nel 2004 pubblica l'album M.I.A.M.I. (acronimo di Money Is A Major Issue), sotto l'etichetta TVT Records, che include produzioni dei produttori come lo stesso Lil Jon e Jim Jonsin. Nel 2006 esce il secondo album: El Mariel e il terzo, The Boatlift, nel 2007. Il suo quarto album, Rebelution (del 2009), include I Know You Want Me (Calle Ocho), il quale diventa il primo singolo di Pitbull ad ottenere un successo internazionale e riuscirà a raggiungere anche la 2ª posizione nella Billboard Hot 100.
Planet Pit, pubblicato nel 2011, contiene il singolo Give Me Everything, che diventa il primo brano di Pitbull a posizionarsi primo nella Billboard Hot 100. La canzone, che raggiunge il primo posto nelle classifiche di molti Paesi, vede la collaborazione di Ne-Yo, Nayer e Afrojack. Nell'ottobre del 2013 Pitbull pubblica Timber, estratto dall'EP Meltdown il quale diventa una hit internazionale, raggiungendo la posizione numero uno sulla Billboard Hot 100, la Official Singles Chart e le classifiche di altri 20 Paesi. Pitbull viene scelto dalla FIFA e Sony Music per scrivere il singolo We Are One (Ole Ola) insieme a Jennifer Lopez e Claudia Leitte, usato come inno ufficiale del Campionato mondiale di calcio del 2014 e contenuto nel suo ottavo album in studio: Globalization
È conosciuto come Lil' Chico, Mr. 305 e Mr. Worldwide (o Mr Todo el Mundo in alcune canzoni in lingua spagnola). 

## Biografia
Armando Christian Pérez nasce a Miami da immigrati cubani. I suoi genitori si separano quando aveva sei anni e va a vivere con la madre. Da piccolo riceve influenze dalla musica della periferia di Miami e dalle opere dell'eroe dell'indipendenza cubana José Martí, di cui recitava le poesie da bambino. Le sue prime esperienze da rapper risalgono a metà anni novanta grazie all'influenza di Nas, The Notorious B.I.G. e Big Pun.
Pitbull decide di fare il rapper quando viene cacciato di casa per consumo di droga a 16 anni, incontrando Luther Campbell dei 2 Live Crew; nel 2002 ha la sua prima esperienza discografica come ospite dell'album Kings of Crunk di Lil Jon e nella colonna sonora del film 2 Fast 2 Furious l'anno seguente. Contemporaneamente il rapper pubblica diversi mixtape di freestyle e remix. Pitbull inoltre compare nel brano Lollipop di Luther Campbell.
Lo stesso cantante, in un'intervista rilasciata ad MTV Music, dichiara di aver scelto questo nome d'arte proprio perché, a suo dire, è un uomo che nella sua vita ha sempre combattuto per ottenere il successo, e dunque si paragona ai pitbull.

### 2004-2005:M.I.A.M.I.
Nel 2004, Pitbull ha pubblicato il suo album di debutto M.I.A.M.I., con il primo singolo estratto, che anticipava l'album, Culo prodotta da Lil Jon e da Diaz Brothers. Esso ha raggiunto la posizione numero 32 nella Billboard Hot 100 e la 11 della Hot Rap Tracks. Tra gli altri singoli estratti dall'album di esordio troviamo Dammit Man, Back Up, Toma e That's Nasty (entrambi featuring Lil Jon). Si è unito all'Anger Management Tour, nel 2005. Pitbull ha anche collaborato nel singolo Shake degli Ying Yang Twins, che ha raggiunto la posizione numero 41 della Hot 100. In seguito è uscito l'album di remix Money Is Still a Major Issue, uscito nel novembre 2005.
Nel 2006, ha registrato Nuestro Himno in collaborazione con Wyclef Jean, Carlos Ponce ed Olga Tañón.

### 2006-2007:El Mariel e The Boatlift

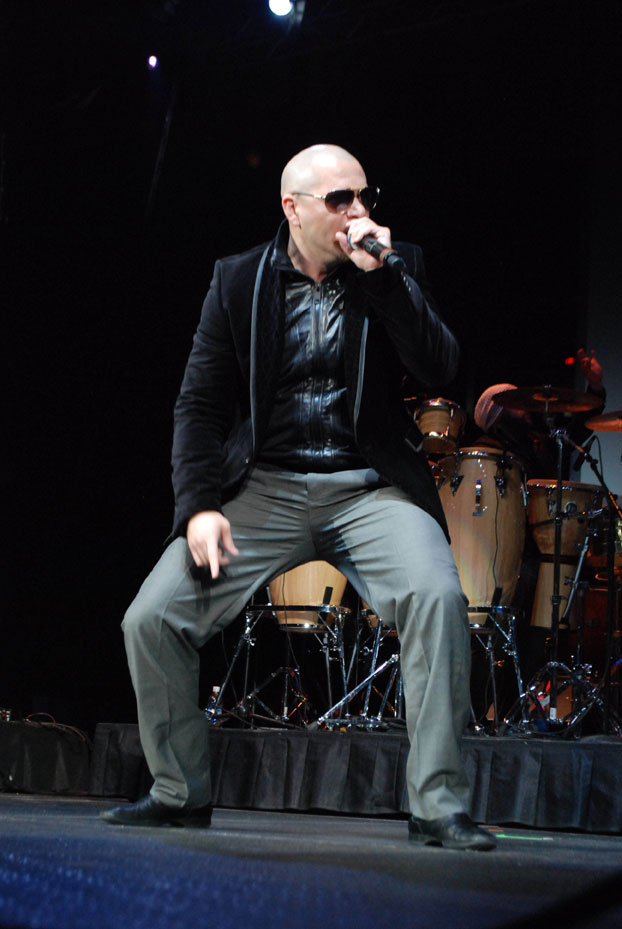
Pitbull mentre si esibisce all'Allstate Arena, a Chicago

El Mariel, secondo album di Pitbull, è stato pubblicato nell'ottobre del 2006. Il titolo era in riferimento alla barca che ha trasportato i rifugiati cubani in Florida nel film Scarface. Ha dedicato l'album a suo padre, morto a maggio di quell'anno. L'album è stato lanciato il 31 ottobre 2006, e comprendeva i singoli Bojangles, Aya Chico (Lengua Afuera), fuga, e un duetto con il cantante portoricano Ken-Y, nel singolo Dime/Tell Me (Remix). El Mariel è stato in cima alla Billboard album e ha raggiunto la posizione numero 17 sulla Billboard 200.
Il terzo album di Pitbull, intitolato The Boatlift, è stato pubblicato nel novembre 2007, anticipato dal singolo Secret Admirer con Lloyd nel ritornello. Questo album contiene anche i singoli Go Girl con Trina e The Anthem, entrambi prodotti da Lil Jon. Quest'ultima canzone contiene un campionamento dalla canzone El Africano dei Vargas tifrego e il bip della canzone Cicala dei Rune RK. Go Man ha raggiunto la posizione numero 100 della Billboard Hot 100 e la 809 della Hot Rap, mentre The Anthem ha raggiunto la numero 36 della Hot 100 e la 11 Hot Rap.
Il suo spettacolo di varietà, Pitbull's La Esquina, ha debuttato nel maggio 2007 sulla rete televisiva via cavo Mun2. Il 21 dicembre 2007, Pitbull è stato arrestato per guida in stato di ebbrezza.

### 2008-2010:Rebelution e Armando
Il suo quarto album, Rebelution, pubblicato con l'etichetta Ultra Records è stato anticipato dal singolo Krazy con Lil Jon, che ha raggiunto la posizione numero 30 della Hot 100 e la posizione 11 nella Hot Rap.
Il secondo singolo estratto è stato I Know You Want Me (Calle Ocho), un brano realizzato utilizzando come base strumentale 75, Brazil Street dei dj italiani Nicola Fasano e Pat-Rich: ottiene un ottimo successo commerciale, arrivando alla seconda posizione della Billboard Hot 100. Questo singolo contribuisce a far conoscer Pitbull anche al di fuori degli Stati Uniti, e facendolo entrare nelle classifiche dei singoli più venduti in Turchia, Canada e in Italia.

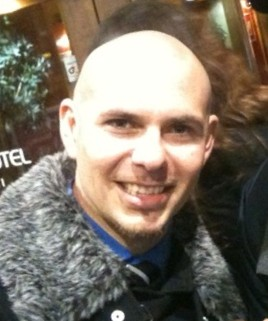
Pitbull nel 2010

In seguito, nell'ottobre 2009, esce il terzo singolo estratto dall'album Rebelution intitolato Hotel Room Service che ottiene subito un grande successo negli Stati Uniti, raggiungendo la posizione numero 9 della Hot 100 e in Italia alla posizione numero 33. Come quarto singolo dall'album è stato scelto Shut It Down con Akon, pubblicato il 2 novembre 2009 che ebbe un discreto successo commerciale in particolar modo in Finlandia dove arrivò alla posizione numero 10. Come quinto e ultimo singolo pubblicato da Rebelution è stato scelto Can't Stop Me Now, featuring The New Royales. La canzone è stata presentata il 14 giugno 2010 con il corrispettivo video musicale. Il singolo non ebbe il successo tanto aspettato.
Dopo il grandissimo successo del suo quarto album, incominciano una serie di collaborazioni e di progetti. Il rapper cubano nel 2010 ha cantato in Armada Latina, il quarto singolo tratto dall'album Rise Up del rapper Cypress Hill. La canzone è stata prodotta da Jim Jonsin e vanta anche la collaborazione di Marc Anthony. Pitbull poi ha collaborato, sempre nel 2010, con Alexandra Burke nel suo singolo All Night Long. Ha inoltre cantato insieme Enrique Iglesias nel singolo I Like It che arriva in Italia alla posizione numero 18. Il brano è stato il 99º singolo più scaricato in Italia, secondo Fimi, nel 2010. Nel luglio del 2010 esce col singolo DJ Got Us Fallin' in Love di Usher.
Pitbull ha anche distribuito il suo album in lingua spagnola, quinto album ufficiale in totale, dal titolo Armando, il 2 novembre 2010. L'album ha riscosso un buon successo commerciale. L'album è stato anticipato dal singolo promozionale Watagatapitusberry in collaborazione con Sensato Del Patio, Black Point, Lil Jon e El Cata. Il primo singolo estratto è stato Maldito Alcohol che ha raggiunto i vertici delle classifiche latine e come secondo singolo è stato scelto Bon Bon, una cover di We No Speak Americano degli Yolanda Be Cool, mentre come terzo e ultimo singolo è stato scelto Tu Cuerpo con il corrispettivo video.
Nel 2009, Pitbull ha partecipato ad un'iniziativa benefica per le vittime del terremoto di Haiti con un pezzo intitolato Somos El Mundo. Si tratta di una versione spagnola di We Are the World. Nel 2010, invece collabora con i Big Time Rush, nella canzone Superstar.

### 2011:Planet Pit

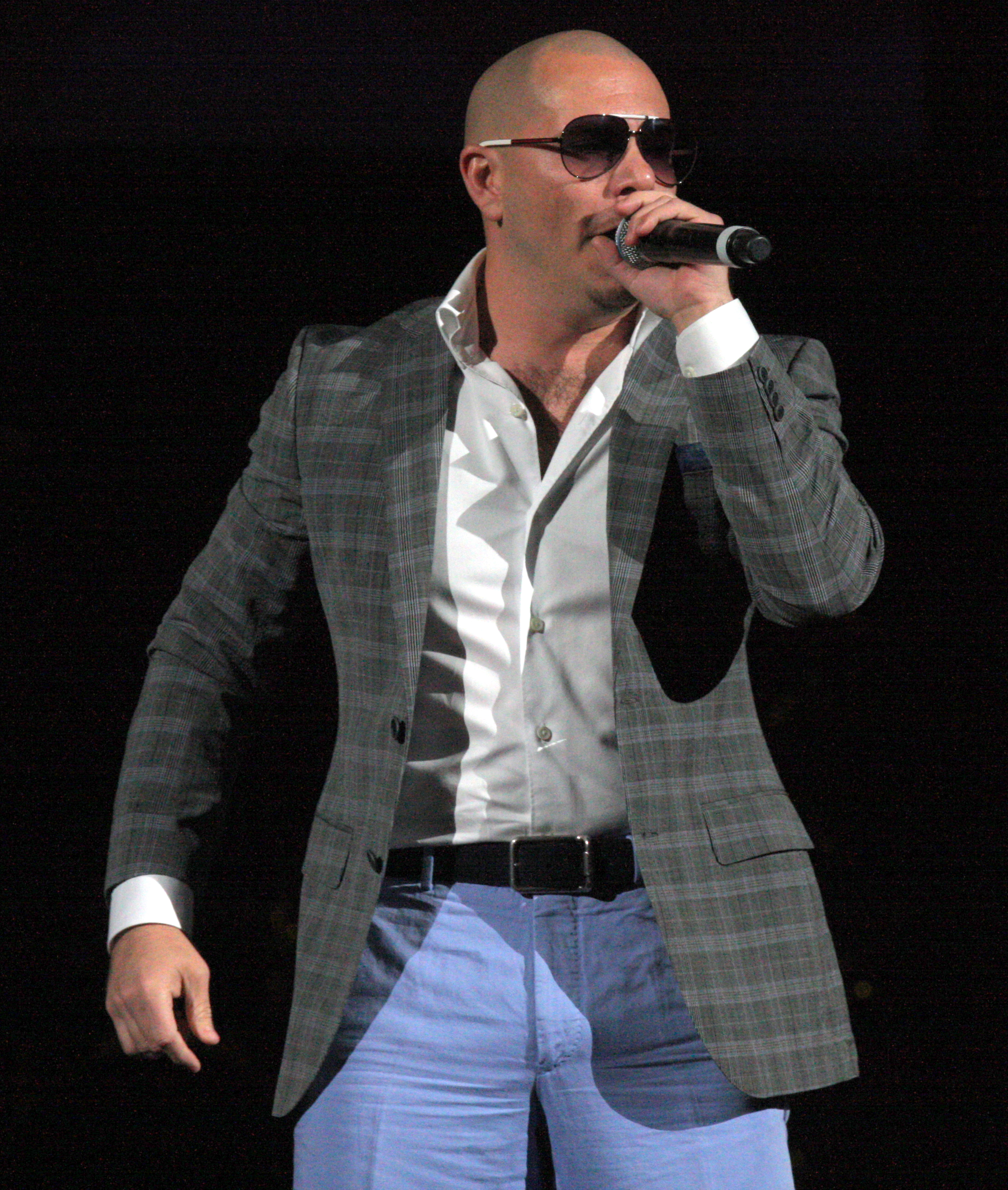
Pitbull mentre si esibisce nel 2011

Il 2011 per Pitbull inizia straordinariamente. Agli inizi del 2011 Jennifer Lopez pubblica il singolo On the Floor con la speciale collaborazione di Pitbull. Il singolo On the Floor ha avuto un grande successo internazionale arrivando alla vetta di molte classifiche tra cui l'Italia dove debuttò al quarto posto, salendo la settimana seguente al secondo posto, che mantenne per tre settimane, per poi raggiungere il primo posto mantenendolo per quattro settimane. Anche negli Stati Uniti ebbe un buon successo arrivando al terzo posto della Billboard Hot 100. Il brano segna la seconda collaborazione della Lopez con Pitbull. Il loro primo incontro risale al 2009, quando i due cantanti registrarono il singolo promozionale Fresh Out The Oven.
Sempre nel 2011 Pitbull, dopo aver collaborato alla stesura del settimo album di Shakira intitolato Sale el sol, partecipa al singolo, di Shakira, Rabiosa che arriva in Italia alla posizione numero 6.
Il 17 giugno 2011 esce il sesto album di Pitbull intitolato Planet Pit. L'album doveva essere pubblicato il 14 giugno 2011, rimandato successivamente al 21 giugno 2011 per essere poi anticipato al 17 giugno. L'album ha avuto un successo planetario arrivando alla posizione numero 8 in Italia degli album più venduti, mantenendola per una settimana, e alla sette negli Stati Uniti nella Billboard 200.
Questo album è stato anticipato, di nove mesi dalla uscita dell'album, dal singolo Hey Baby (Drop It to the Floor), con T-Pain, che ebbe un discreto successo mondiale arrivando alla sesta posizione nella Billboard Hot 100. Dato il discreto successo del singolo precedente, Pitbull, decide di estrarre un secondo singolo che anticipa l'album: Give Me Everything con Ne-Yo, Afrojack e Nayer. Questo singolo ha avuto un grandissimo successo in tutto il mondo raggiungendo la Top 10 di svariati paesi del mondo tra cui l'Italia arrivando al quarto posto della classifica e nella Billboard Hot 100 arrivando alla prima posizione dando a Pitbull la sua prima numero uno. Nell'album sono comprese tante collaborazioni. Tra le più note possiamo trovare quella di David Guetta, Enrique Iglesias, Marc Anthony, Sean Paul, Chris Brown, Kelly Rowland e tante altre.
Il terzo singolo estratto dall'album è stato Rain Over Me featuring Marc Anthony. È stato pubblicato il 10 giugno 2011 come terzo singolo promozionale dell'album, per essere poi confermato come terzo singolo ufficiale estratto dall'album il 19 luglio 2011. Ha debuttato alla numero 75 della Billboard Hot 100..
Nel novembre 2011 Pitbull estrae un altro singolo dall'album Planet Pit, il quarto. Si tratta di International Love, con il featuring di Chris Brown. Il canale ufficiale del rapper statunitense su YouTube pubblica il video della canzone l'8 dicembre 2011. International Love ha ottenuto ben presto critiche positive.

### 2012-2013:Global WarmingeMeltdown EP
Nel 2012 appare come guest star nella serie televisiva Glee. Contribuisce anche al singolo "Rock the boat" di Bob Sinclar, presente nel suo nuovo album Disco Crash. Ha creato la soundtrack di Men in Black 3 - 3D, film uscito il 25 maggio 2012. Il brano, intitolato Back in Time, è stato pubblicato il 26 marzo 2012 e sarà poi incluso nell'album Global Warming.
Sempre a marzo, torna a collaborare con Jennifer Lopez per il singolo della cantante Dance Again. Inoltre contribuisce insieme a Sophia del Carmen al singolo "Beat on My Drum" del dj italiano Gabry Ponte.

Sempre nel 2012 collabora ad un remix della canzone Bad di Michael Jackson in cui duetta virtualmente con il Re del Pop, realizzato da Afrojack e contenuto nell'album celebrativo Bad 25.

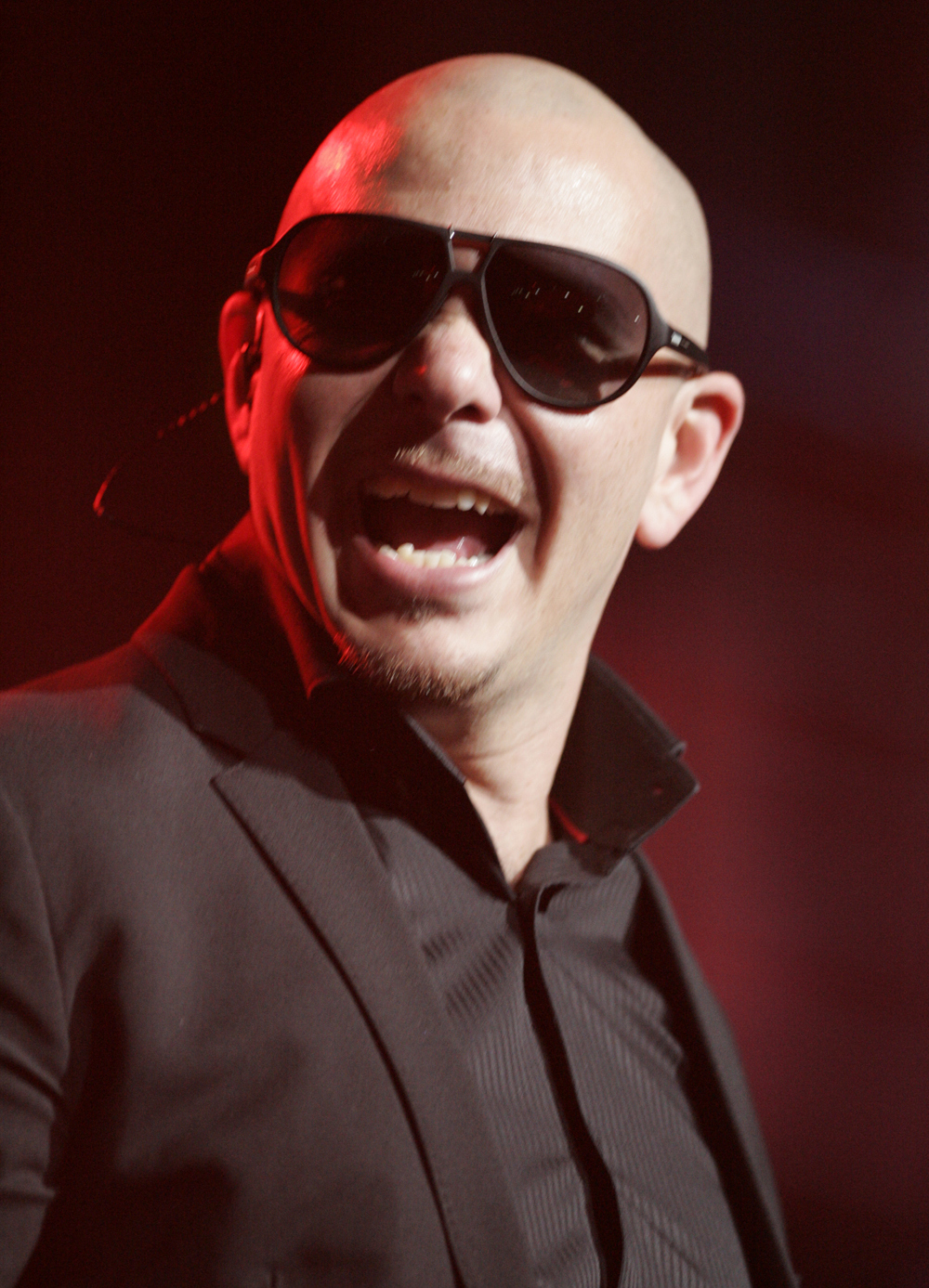
Pitbull nel 2012

Il 26 giugno 2012 Pitbull pubblica il singolo Get It Started, insieme a Shakira, che anticipa l'album Global Warming. Si afferma come singolo di successo in molti paesi, arriva secondo in Ungheria, sesto in Brasile, ma si piazza molto bene anche in altre nazioni.
Il 5 luglio 2012, assieme ai Noel Gallagher's High Flying Birds e agli Enter Shikari, è tra gli artisti di apertura del concerto dei Red Hot Chili Peppers all'Heineken Jammin' Festival che si svolge a Rho.
Il 13 settembre esce il nuovo singolo "Don't Stop the Party", con TJR. Il 25 dello stesso mese la canzone fa il suo debutto televisivo al programma televisivo "Dancing with the stars".
Il 14 novembre sul sito web di Radio Deejay, viene pubblicata un'anteprima dell'album, che esce il 19 novembre.
Nell'estate 2013 vengono pubblicati due singoli: Live It Up con Jennifer Lopez ed Exotic, collaborazione con l'artista indiana Priyanka Chopra.
Il 7 ottobre 2013 Timber viene pubblicato in formato digitale sull'ITunes Store e sul canale ufficiale Vevo dello stesso Pitbull. 
Il singolo pubblicato in collaborazione con Kesha è il primo brano estratto dalla "riedizione" del settimo album di Pitbull.
Il 13 ottobre 2013 sul proprio profilo Twitter, Pitbull annuncia il completamento della nuova versione del suo settimo album Global Warming, che esce il 25 novembre 2013 insieme al nuovo EP Meltdown. Tra le tracce nuove presenti, oltre a Timber, sono presenti collaborazioni con Inna, Kelly Rowland e Mohombi.
Contribuisce al singolo di Arianna Sexy People, pubblicato il 1º febbraio 2013.

### 2014-2016:GlobalizationeDale
Il 26 gennaio 2014 collabora con Austin Mahone nel nuovo singolo di quest'ultimo Mmm Yeah, il cui video verrà pubblicato il 13 marzo.

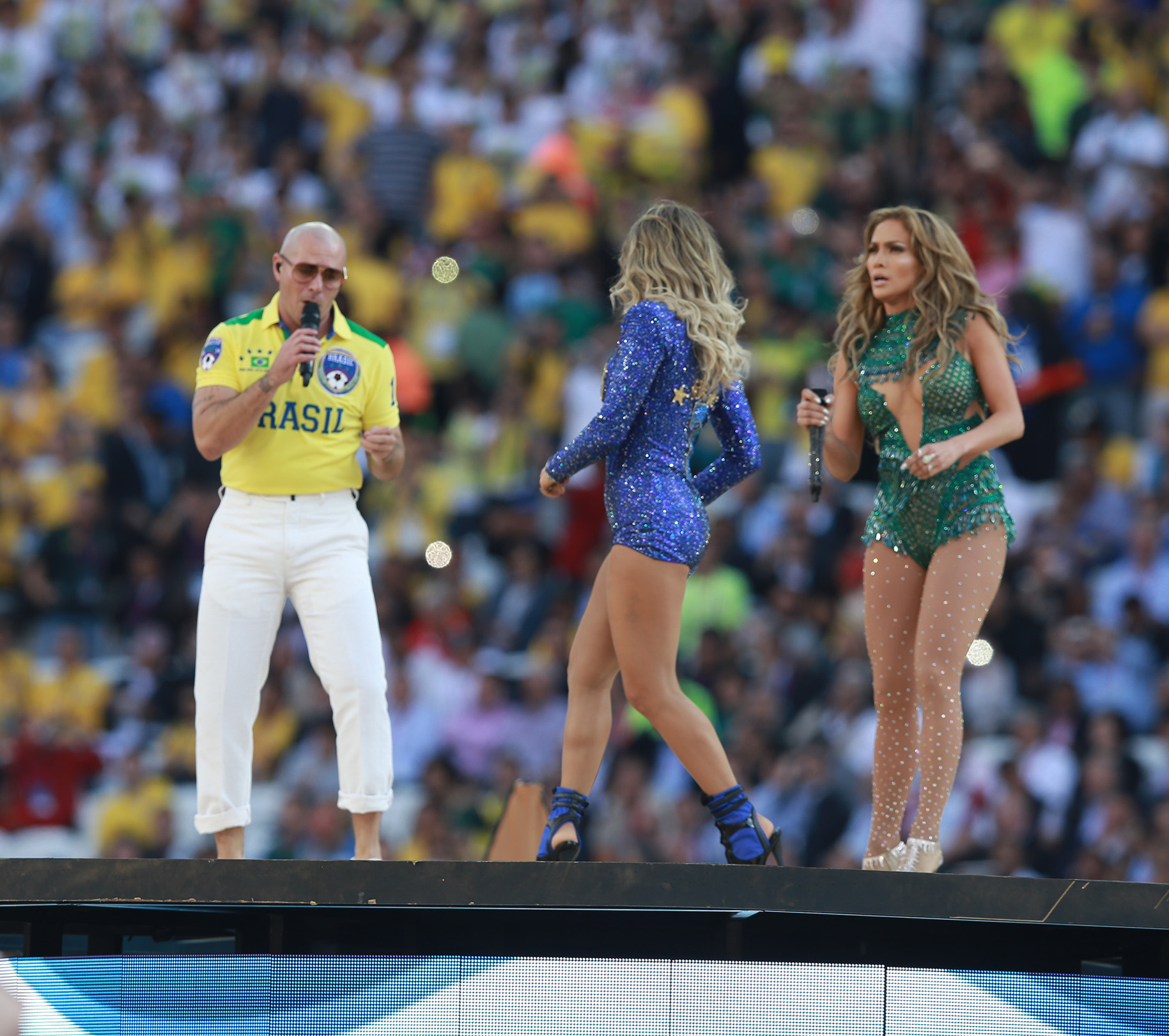
Pitbull (a sinistra) alla cerimonia di apertura dei Mondiali di calcio del 2014, assieme a Jennifer Lopez e Claudia Leitte

Il 25 febbraio 2014 esce il singolo Wild Wild Love, prodotto con la collaborazione del gruppo G.R.L., posizionandosi alla posizione numero 89 nella Billboard Hot 100.
Il 15 aprile 2014 pubblica We Are One (Ole Ola), composta insieme a Jennifer Lopez e la cantante brasiliana Claudia Leitte, brano usato come inno del Campionato Mondiale di calcio del 2014, in Brasile, eseguito da tutti e tre gli artisti alla sua apertura il 12 giugno.
I due singoli pubblicati nel 2014 sono contenuti nell'ottavo album: Globalization, uscito il 21 novembre 2014, dal quale verranno estratti altri brani: Fireball, il 23 luglio 2014, posizionatosi 23º nella classifica americana Billboard Hot 100; Celebrate, pubblicato il 18 ottobre 2014 e usato come soundtrack ufficiale del film I pinguini di Madagascar; Time of Our Lives featuring Ne-Yo, il 17 novembre 2014, il quale ha raggiunto la 9ª posizione nella Billboard Hot 100 diventando così il singolo di maggior successo dell'album; Fun con la partecipazione di Chris Brown, il 21 aprile 2015, che ha raggiunto la posizione numero 40 nella classifica Hot 100 della rivista americana Billboard; Drive You Crazy con Jason Derulo e Juicy J il 21 agosto 2015.
Il 17 luglio 2015, viene pubblicato Dale, il nono album in studio del rapper e il secondo in lingua spagnola dopo Armando, pubblicato nel 2010.
Nell'album sono contenute collaborazioni con Ricky Martin, Yandel, Farruko, Wisin, Mohombi e altri.
Ha raggiunto la 1ª posizione nella classifica Top Latin Album della rivista Billboard. I primi singoli estratti sono: Como Yo Le Doy con Don Miguelo, il 18 luglio 2014; Piensas (Dile la Verdad) con la partecipazione di Gente de Zona; Baddest Girl in Town con Mohombi e Wisin, l'8 giugno 2015, che arriva alla 22ª posizione della classifica Hot Latin Songs della rivista Billboard.

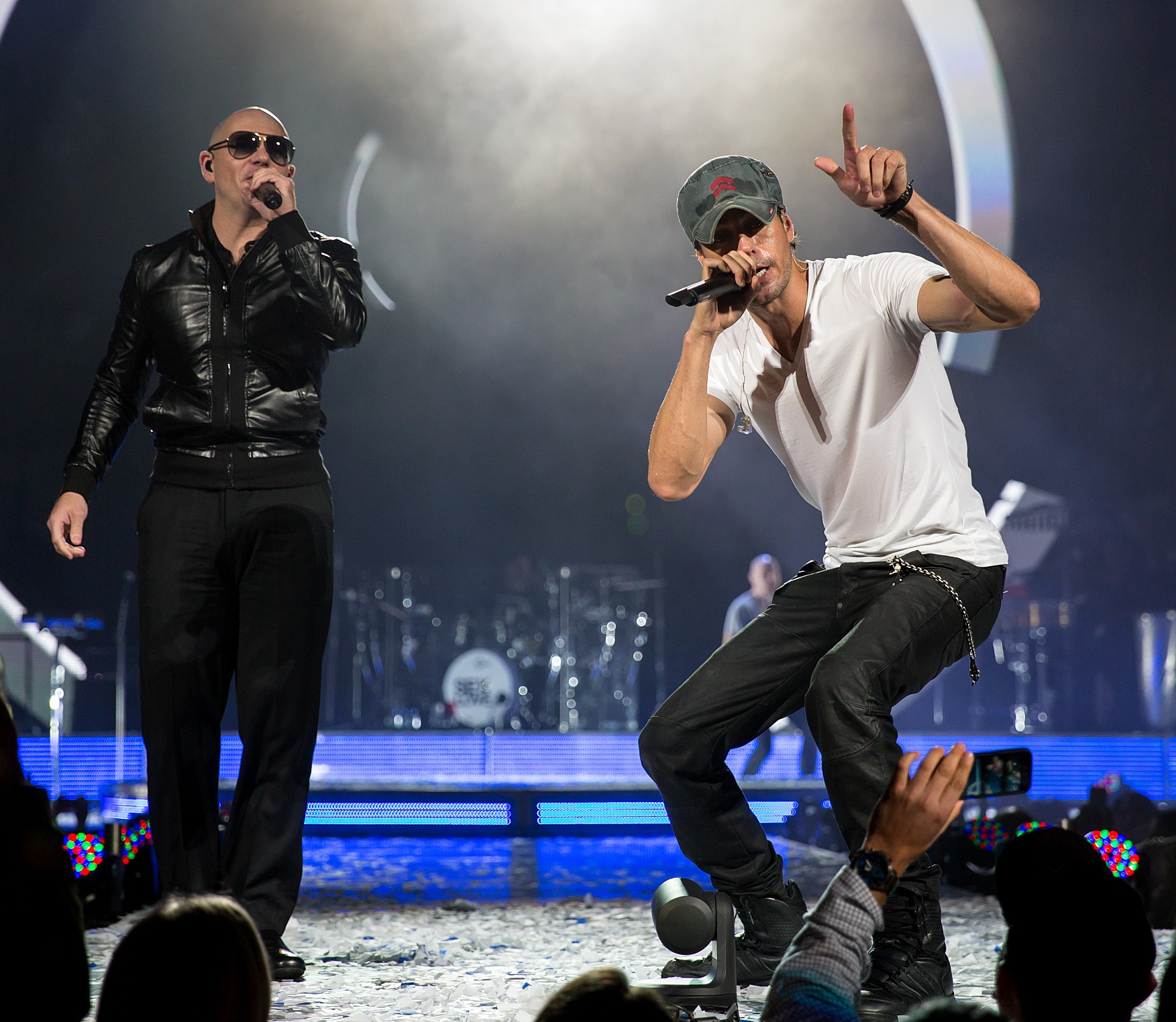
Pitbull mentre si esibisce insieme a Enrique Iglesias (a destra) al Frank Erwin Center, ad Austin

Nel 2015 partecipa ad una puntata della terza stagione della serie TV Empire, interpretando sé stesso ed eseguendo il brano No Doubt About It, insieme a Jussie Smollett, ossia uno degli attori e cantanti della serie.

### 2016-presente:Climate Change
Il 7 gennaio 2016 Pitbull pubblica come traccia promozionale Freedom (brano contenuto anche nell'album Climate Change) che, nel ritornello, campiona il brano I'm Free dei The Rolling Stones. Il 14 febbraio 2016 esce il terzo singolo promozionale, Bad Man (contenuto anch'esso nel decimo album del rapper), in collaborazione con Robin Thicke, il chitarrista Joe Perry e il batterista Travis Barker. Il 7 aprile 2016 pubblica il primo singolo di Climate Change: Messin' Around, con la collaborazione di Enrique Iglesias, il quale raggiunge la 64ª posizione della Billboard Hot 100.
In seguito viene annunciata la data d'uscita di Climate Change, fissata prima per l'agosto del 2016 e poi posticipata al 17 marzo del 2017.
Il 27 maggio 2016, in occasione dell'evento calcistico Copa América Centenario, pubblica il brano Superstar che vede la collaborazione della cantante statunitense Becky G e che viene scelto come colonna sonora dell'evento.
Il 15 luglio 2016 Pitbull riceve la sua stella sulla Hollywood Walk of Fame. Alla cerimonia partecipano numerosi amici di Pitbull, sia attori che rapper, come, ad esempio, Lil Jon.
Il 22 luglio del 2016 pubblica il secondo singolo estratto da Climate Change, intitolato Greenlight e realizzato con la collaborazione di Flo Rida e LunchMoney Lewis. Il brano raggiunge la 95ª posizione della classifica Billboard Hot 100. Il 21 novembre 2016 esce il suo terzo singolo contenuto nell'album, intitolato Can't Have assieme a Steven A. Clark ed Ape Drums. Il 17 febbraio 2017 esce il quarto singolo estratto dall'album: Options, con la collaborazione di Stephen Marley.
Il 10 marzo del 2017 pubblica Hey Ma, singolo di Pitbull e J Balvin, realizzato in collaborazione con Camila Cabello. Il brano viene utilizzato come colonna sonora del film Fast & Furious 8.
Nel luglio del 2017 Pitbull annuncia la produzione di un nuovo album in studio, il terzo in spagnolo e il 27 ottobre viene pubblicato il primo singolo, Por Favor, realizzato con la collaborazione del quartetto Fifth Harmony.
Pitbull pubblica il 15 giugno il suo nuovo singolo, intitolato Amore e prodotto con Leona Lewis; la canzone fa parte della colonna sonora del film di Kevin Connolly e con John Travolta Gotti - Il primo padrino. La colonna sonora del film è stata prodotta interamente da Pitbull e da Jorge Gomez, e in essa vi sono altre due canzoni del rapper, ossia So Sorry e Somebody To Be. Pitbull ha annunciato durante in una sua intervista radiofonica l'uscita del suo nuovo singolo I Feel So Free With You, con Britney Spears e Marc Anthony, purtroppo mai avvenuta visto il leak intero della canzone nell'internet, che ha costretto al cancellamento del singolo. Nel 2020 pubblica il brano Damn I Love Miami singolo realizzato con il rapper Lil Jon e contenente nella colonna sonora del film Bad Boys for Life.

## Vita privata
Nel 2013 Pitbull ha aperto una charter school, in Little Havana (Miami), chiamata Sports Leadership and Management (SLAM) e ha in programma di aprirne una seconda nel 2018 a Baltimora.
Dopo i devastanti danni causati dall'uragano Maria in Porto Rico, nel settembre del 2017 il rapper ha messo a disposizione il proprio aereo privato per permettere ai malati di tumore residenti sull'isola di raggiungere gli Stati Uniti, in modo da poter proseguire le proprie cure. In proposito ha dichiarato: "Grazie a Dio ho la possibilità di aiutarli. Sto solo facendo la mia parte".

## Promozione di prodotti

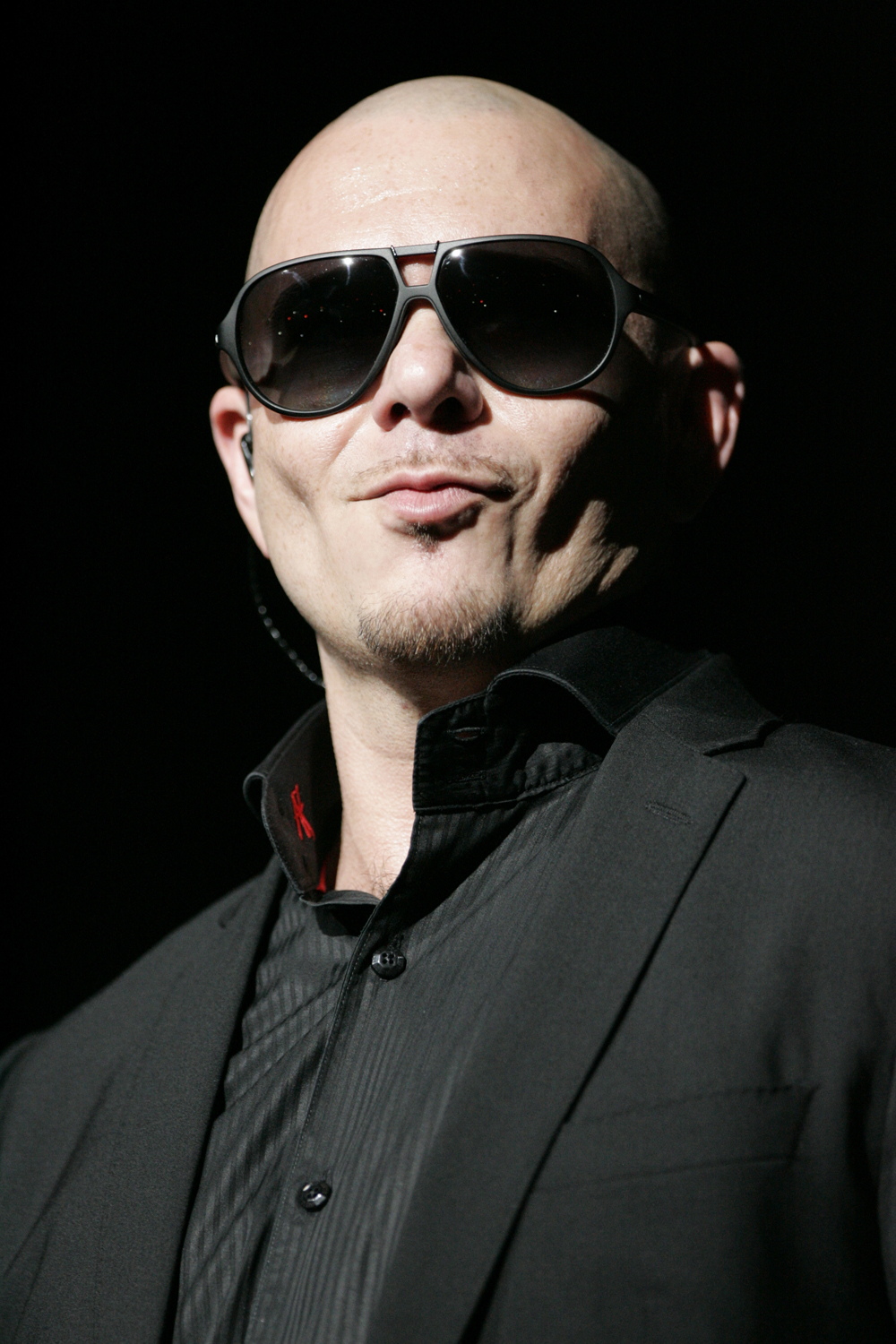
Pitbull durante un'esibizione

Nel 2010 Pitbull ha preso parte alla campagna "So Kodak", realizzata appunto da Kodak, insieme a Drake, Rihanna e Trey Songz. Il rapper statunitense ha avviato inoltre una partnership con la bibita Dr Pepper, prendendo parte alla campagna "Vida 23" per la quale ha realizzato un brano apposito contenuto nel suo quinto album in studio, Armando. Pitbull è anche il portavoce ufficiale di Voli Vodka, della quale possiede inoltre la maggioranza della azioni. Pitbull possiede anche alcune azioni della catena di ristoranti Miami Subs Pizza and Grill, con sede in Florida.
Nel 2012 Pitbull è stato coinvolto in una campagna pubblicitaria con Walmart, dove il rapper si è esibito in uno dei negozi della catena statunitense in questione. Lo spettacolo ha ottenuto un successo tale da riuscire a procurare alla pagina Facebook di Walmart numerosi nuovi fan.
Una campagna orchestrata dal titolo "#exilepitbull", commissionata dal giornalista David Thorpe del The Boston Phoenix e dallo scrittore Jon Hendren di SomethingAwful.com, esortava le persone a recarsi in una località remota: Kodiak, Alaska. In una e-mail alla Associated Press, Walmart ha confermato che Kodiak fosse la località in questione. Pitbull il 30 luglio ha visitato Kodiak, dove ha ricevuto le chiavi della città dal sindaco Patricia Branson.
Nel novembre del 2013 ha iniziato una campagna per i profumi Jacavi Worldwide e Parlux Ltd.
Nel novembre del 2015 battezza la nave da crociera Norwegian Escape, nel porto di Miami. Ad essa ha dedicato un verso del suo singolo Freedom, il cui video musicale è tra l'altro ambientato proprio sulla Norwegian Escape.
Il 10 giugno 2016 produce il film Puerto Ricans in Paris. Nel cast gli attori Luis Guzmàn ed Edgar Garcia.

## Discografia

### Album in studio
- 2004 – M.I.A.M.I.
- 2006 – El Mariel
- 2007 – The Boatlift
- 2009 – Rebelution
- 2010 – Armando
- 2011 – Planet Pit
- 2012 – Global Warming
- 2014 – Globalization
- 2015 – Dale
- 2017 – Climate Change
- 2019 – Libertad 548
- 2023 – Trackhouse

### Album di remix
- 2005 – Money Is Still a Major Issue

### Colonne sonore
- 2018 – Gotti: Original Motion Picture Soundtrack (con Jorge Gómez)

### Raccolte
- 2012 – Original Hits
- 2013 – International Takeover
- 2017 – Greatest Hits

## Tournée
- 2009/11 – Rebelution Tour
- 2012 – Planet Pit World Tour
- 2013 – North American Tour 2013 (con Kesha)
- 2015 – Pitbull Live in Hong Kong
- 2016 – The Bad Man Tour (con Prince Royce e Farruko)
- 2017 – Enrique Iglesias and Pitbull Live! (con Enrique Iglesias)
- 2021 – I Feel Good Tour (con Iggy Azalea)
- 2022 – Can't Stop Us Now Tour (con Iggy Azalea e Sean Paul)
- 2023 – The Trilogy Tour (con Enrique Iglesias e Ricky Martin)
- 2024 – The Trilogy Tour 'The Party Continues'' (con Enrique Iglesias e Ricky Martin)
- 2024/25 – Party After Dark Tour

## Filmografia
- Punk'd - programma TV (2007)
- La Esquina - 2 episodi (2007–2008)
- When I was 17 (2010)
- La Gasolina: Reggaeton Explosion - documentario (2012)
- Blood Money - regia di Gregory McQualter  (2012)
- Shark Tank (2012)
- Dancing with the Stars (2012) (2016)
- Epic - Il mondo segreto (Epic), regia di Chris Wedge (2013) - voce
- Jennifer Lopez: Dance Again (2013)
- Glee
- Empire - 2x03 (2015)
- Puerto Ricans in Paris (2016)
- Pupazzi alla riscossa (2019)

## Videogiochi
- Scarface: The World Is Yours (2006)

## Riconoscimenti
| Anno | Premio                       | Categoria                                 | Lavoro                                    | Risultato       |
| ---- | ---------------------------- | ----------------------------------------- | ----------------------------------------- | --------------- |
| 2008 | Teen Choice Awards           | Miglior Canzone Hip Hop                   | The Anthem                                | Vincitore/trice |
| 2009 | Billboard Latin Music Awards | Download Digitale Artista dell'anno       | Download Digitale Artista dell'anno       | Vincitore/trice |
| 2009 | Teen Choice Awards           | Miglior Canzone                           | I Know You Want Me (Calle Ocho)           | Candidato/a     |
| 2010 | NRJ Music Award              | Canzone Internationale dell'anno          | I Know You Want Me (Calle Ocho)           | Candidato/a     |
| 2010 | Teen Choice Awards           | Miglior Artista Rap                       | Miglior Artista Rap                       | Candidato/a     |
| 2011 | ALMA Award                   | Artista Maschio Preferito dell'anno       | Artista Maschio Preferito dell'anno       | Vincitore/trice |
| 2011 | American Music Award         | Artista Preferito Pop/Rock                | Artista Preferito Pop/Rock                | Candidato/a     |
| 2011 | Billboard Latin Music Awards | Canzone Radiofonica Latina dell'anno      | Bon, Bon                                  | Candidato/a     |
| 2011 | Billboard Latin Music Awards | Album Latino dell'anno                    | Armando                                   | Candidato/a     |
| 2011 | Billboard Latin Music Awards | Artista Latino Radiofonico dell'anno      | Artista Latino Radiofonico dell'anno      | Candidato/a     |
| 2011 | Latin Grammy Awards          | Miglior Album Musicale                    | Armando                                   | Candidato/a     |
| 2011 | Latin Grammy Awards          | Miglior Canzone                           | Bon, Bon                                  | Candidato/a     |
| 2011 | Teen Choice Awards           | Miglior Canzone Hip Hop                   | Give Me Everything                        | Candidato/a     |
| 2011 | PopCruch Music Awards        | Miglior Canzone dell'anno                 | Give Me Everything                        | Candidato/a     |
| 2011 | Billboard Music Award        | Miglior Artista Latino                    | Miglior Artista Latino                    | Candidato/a     |
| 2011 | MTV Europe Music Award       | Miglior Artista Hip Hop                   | Miglior Artista Hip Hop                   | Candidato/a     |
| 2011 | MTV Video Music Award        | Miglior Video Hip Hop                     | Give Me Everything                        | Candidato/a     |
| 2011 | MTV Video Music Award        | Miglior Collaborazione                    | Give Me Everything                        | Candidato/a     |
| 2011 | American Music Award         | Miglior Artista Latino                    | Miglior Artista Latino                    | Candidato/a     |
| 2012 | People's Choice Awards       | Artista Hip Hop Preferito                 | Artista Hip Hop Preferito                 | Candidato/a     |
| 2012 | NRJ Music Award              | International Artist of the Year          | International Artist of the Year          | Candidato/a     |
| 2012 | Billboard Music Award        | Hot 100 Song                              | Give Me Everything                        | Candidato/a     |
| 2012 | Billboard Music Award        | Miglior Canzone Latina                    | Bon, Bon                                  | Candidato/a     |
| 2012 | Billboard Music Award        | Miglior Canzone Rap                       | Give Me Everything                        | Candidato/a     |
| 2012 | Billboard Music Awards       | Miglior Canzone Radio                     | Give Me Everything                        | Vincitore/trice |
| 2012 | Teen Choice Awards           | Singolo di un artista Maschio             | Give Me Everything                        | Candidato/a     |
| 2012 | Teen Choice Awards           | Miglior Artista Maschio                   | Miglior Artista Maschio                   | Candidato/a     |
| 2012 | Teen Choice Awards           | Miglior Artista R&B/Hip-Hop               | Miglior Artista R&B/Hip-Hop               | Candidato/a     |
| 2012 | Teen Choice Awards           | Stella Musicale Maschio                   | Stella Musicale Maschio                   | Candidato/a     |
| 2012 | MTV Video Music Awards       | Miglior Artista Latino                    | Miglior Artista Latino                    | Candidato/a     |
| 2012 | MgM AWARDS                   | Miglior Artista Maschio                   | Miglior Artista Maschio                   | Candidato/a     |
| 2012 | ALMA Awards                  | Artista Musicale Latino Maschio Preferito | Artista Musicale Latino Maschio Preferito | Vincitore/trice |
| 2012 | MTV Europe Music Awards      | Miglior Canzone dell'anno                 | International Love                        | Candidato/a     |
| 2012 | MTV Europe Music Awards      | Miglior Artista Maschio                   | Miglior Artista Maschio                   | Candidato/a     |
| 2012 | American Music Award         | Artista Maschio Pop/Rock Preferito        | Artista Maschio Pop/Rock Preferito        | Candidato/a     |
| 2012 | American Music Award         | Artista Latino Preferito                  | Artista Latino Preferito                  | Candidato/a     |
| 2013 | Latin Grammy Award           | Miglior Performance Urban                 | Echa Pa'llá (Manos Pa'rriba)              | Vincitore/trice |